# Montoulieu-Saint-Bernard
Montoulieu-Saint-Bernard település Franciaországban, Haute-Garonne megyében. Lakosainak száma 223 fő (2022. január 1.). Montoulieu-Saint-Bernard Benque, Alan, Aurignac és Boussan községekkel határos.

## Népesség
A település népességének változása:
| Lakosok száma | 106  | 111  | 149  | 166  | 202  | 212  | 213  | 214  | 217  | 223  |
|               | 1968 | 1982 | 1990 | 2006 | 2013 | 2015 | 2017 | 2019 | 2020 | 2022 |